# P3 Voith Aerospace
Pour les articles homonymes, voir P3 et Voith (homonymie).
P3 Voith Aerospace est une société d'ingénierie allemande évoluant dans le secteur aéronautique et spatial. Elle est notamment connue comme le premier fournisseur allemand en services d'ingénierie du groupe aérospatial européen Airbus Group. P3 Voith Aerospace est issu de la fusion entre l'entité d'ingénierie aéronautique du géant industriel allemand Voith et la filiale Digital Services du groupe P3 group,.

## Fusion
Le 2 mars 2012, les dirigeants respectifs des groupes Voith et P3 group annoncent la fusion de la branche aéronautique de Voith Engineering Services avec P3 Digital Services. Au sein de la société nouvellement formée, Voith et P3 Ingenieurgesellschaft sont actionnaires à parts égales (50% - 50%), et l’ensemble des actifs sont intégrés à P3VOITH Aerospace. Les activités fusionnées emploient  plus de 900 personnes, réparties dans 7 pays : (Allemagne, France, Royaume-Uni, Espagne, Canada, États-Unis et Inde).
Cette fusion a pour objectif le renforcement de la compétitivité des services allemands d’ingénierie aéronautique à l’international, le renforcement de la position de ces deux entreprises auprès du groupe EADS en Europe et l’opportunité de combiner l’expertise technique de Voith et l’expérience de P3 en Gestion de Projet,. Cette fusion donne alors naissance au premier groupe d'ingénierie aéronautique allemand. Le groupe n’est pas côté sur les marchés boursiers, et reste fidèle à l’image familiale de Voith, également non côté malgré ses 5,7 Milliards d’euros de Chiffre d’Affaires (2012).

### En France
P3 Voith Aerospace France est issu du rachat de deux bureaux d’études français, spécialisés en Aérostructures et en Physique de Vol, respectivement ALEMA Concept (ex. SN RIOUT) et CEBENETWORK. Ces rachats ont intégralement été effectués par le groupe Voith, avant la fusion d’avril 2012.

### Activités
Le groupe réalise des études d’ingénierie dans l’aéronautique. Il est notamment spécialisé dans la conception des aérostructures, le calcul statique et des phénomènes de fatigue des matériaux, de la physique de vol et de la modélisation informatique, de la gestion de projet et autres activités transverses, ainsi que dans la réalisation de   systèmes électroniques et  de logiciels. Il possède également le statut de Partenaire avec risque partagé (Risk Sharing Partner, en anglais) auprès d'Airbus pour la fourniture des équipements d’urgence du futur moyen porteur A350.
En France, la société possède la particularité d’être un Bureau d’études intégrant les prestations au forfait comme cœur de métier.

## Groupe
Le siège du P3 Voith Aerospace est situé à Hambourg, en Allemagne. Outre la France et l’Allemagne, le groupe est implanté en Espagne, au Canada, au Royaume-Uni, aux États-Unis et en Inde. 
| Pays       | Villes                     | Offre de Services | Effectifs   |
| ---------- | -------------------------- | --- | ----------- |
| Allemagne  | Hambourg, Brème            | Physique de Vol (Etudes), Aérostructures, Publications techniques, Equipements d'urgence, Systèmes, Activités transverses | environ 450 |
| France     | Toulouse, Paris, Marignane | Aérostructures, Physique de Vol (Modélisation), Activités transverses, Systèmes, Publications techniques                  | environ 140 |
| Inde       | Bangalore                  | Publications techniques, Physique de Vol                                                                                  | environ 180 |
| Canada     | Montréal                   | Physique de Vol, Aérostructures                                                                                           | environ 30  |
| Espagne    | Madrid                     | Physique de Vol, Aérostructures, Publications techniques                                                                  | environ 50  |
| États-Unis | Wichita                    | Aérostructures | environ 10  |

### En France
Le siège de P3 Voith Aerospace France est situé à Toulouse. La société est également implantée à Marignane et Paris.

#### Chiffre d’Affaires
En 2012, le groupe a réalisé un chiffre d’Affaires d’environ 100 Millions d’Euros.

## Complément